# Dinatel
Dinatel is een Frans merk van motorfietsen.
Dinatel is eigenlijk Kawasaki-dealer in Houilles (bij Parijs) die ombouwsets voor Kawasaki’s bouwt en langzamerhand zijn eigen merk op de markt bracht. Zo bouwde hij onder andere een KLX 650 om tot Supermotard en ook de ZZ-R 1100 werd met behulp van carbonfiber sterk gewijzigd. 